# Pinchus Krémègne
Pinchus Krémègne (hebr: ס קרמין, ros: Пинхус Кремень) (ur. 28 lipca 1890 w Żołudku, zm. 5 kwietnia 1981 w Céret, Francja) – francuski malarz i rzeźbiarz, z pochodzenia Litwak.

## Życiorys
Pinchus Krémègne był najmłodszym z dziewięciorga dzieci żydowskiej rodziny, jego ojciec był rzemieślnikiem produkującym i sprzedającym małe przedmioty artystyczne inspirowane słowiańskim folklorem. Bracia Pinchusa brali udział w tajnych organizacjach antycarskich i poszukiwania przez policję wyemigrowali do Stanów Zjednoczonych. 
W 1909 wstąpił na Akademię Sztuk Pięknych w Wilnie i uczyć się rzeźby, tam poznał Chaima Soutine i Michela Kikoïne. Wspólnie często rozmawiali o Paryżu, gdzie wielu artystów ze wszystkich dziedzin życia tworzy zupełnie nową sztukę. Widząc możliwość rozwoju artystycznego Krémègne wyjechał jako pierwszy do Paryża w 1912, rosyjskie władze odmawiały paszportów Żydom, aby ograniczyć ich exodus do Stanów Zjednoczonych, więc granicę niemiecko-rosyjską przekroczył z grupą zbiegów, płacąc przemytnikowi. Wkrótce potem dołączyli do niego Kikoïne, Soutine dołączył do nich później. 
Po przyjeździe do Paryża zamieszkali w La Ruche w 15 dzielnicy, był to budynek pozbawiony gazu, prądu i bieżącej wody, ale mieszkali tam wszyscy twórcy, których krytycy nazwali później twórcami École de Paris, byli to m.in. Marc Chagall, Fernand Léger, Chaim Jacob Lipchitz i Ossip Zadkine. Krémègne brał udział w życiu Montparnasse i poznał Amedeo Modiglianiego, André Deraina i wielu innych artystów. Początkowo skupiał się na rzeźbieniu uważając, że malarstwo jedynie rozprasza uwagę, zdanie zmienił po upływie ok. dwóch lat. W 1914 wystawił swoje pracę w Salon des Independants, były to trzy rzeźby, które reprezentowały syntezą kubizmu, futuryzmu i późnego fowizmu. Pinchus Krémègne pozostał w Paryżu podczas pierwszej wojny światowej, jego pracami byli zainteresowani niektórzy kupcy oraz właściciele galerii m.in. Georges Chéron, Paul Guillaume i Leopold Zborowski. 
W 1918 po raz pierwszy wyjechał do Céret, podróż odbył pod wpływem malarza Pierre'a Brune'a, którego spotkał w Paryżu. Spotkał tam Chaima Soutine, który przyjechał malować na zlecenie Léopolda Zborowskiego. Krémègne od 1918 do 1920 roku namalował serię czerwonych aktów, w 1919 w galerii Żaka Powołockiego odbyła się pierwsza indywidualna wystawa artysty. W 1923 poznał Birgit Strömbäck, szwedzką guwernantkę rodziny Noblów mieszkających na Montparnasse, w tym samym roku wzięli ślub. Umowa, którą podpisał z Paulem Guillaume'em, dała mu pewną swobodę finansową i mógł opuścić La Ruche. Sukces i różne temperamenty sprawiły, że oddalił się od Chaima Soutine. W 1924 odbył podróż Udał się na Korsykę, w tym samym roku urodził się jego syn Fred. W 1925 zmarł Maurice Loutreuil, artysta z którym regularnie tworzył. Krémègne należał do grupy Pré-Saint-Gervais, jej członkami byli również Béatrice Appia, Eugène Dabit, Georges-André Klein i Christian Caillard. W latach 1926–1929 przebywał w Cagnes, w międzyczasie, w 1927 podróżował do Szwecji, a w 1929 do Périgord.
Lata 30. XX wieku był dla Krémègne trudne, w 1937 przebywał w Burgundii, a następnie w 1938 w Cher. W 1939 w obawie przed wybuchem wojny jego żona i syn wyjechali do Szwecji, a on pozostał we Francji i po klęsce wojsk francuskich w czerwcu 1940 opuścił Paryż, udał się do departamentu Corrèze, zamieszkał w Turenne, gdzie przebywał do końca wojny pracując jako robotnik rolny.
W 1945 powrócił do Paryża, gdzie znalazł swoją pracownię i znajdujące się w niej obrazy w dobrym stanie. W tym samym roku kupił ziemię w Céret i rozwiódł się z żoną. Od 1949 kilkakrotnie przebywał w Izraelu, w 1960 zbudował swój dom z pracownią w Céret, w pobliżu dawnego klasztoru Kapucynów, gdzie zamieszkał. W 1966 przeniósł się z powrotem do Paryża, zamieszkał przy rue Liard, niedaleko Parc Montsouris, od tego czasu malował dzieląc życie między Céret i Paryżem.
Pinchus Krémègne zmarł 5 kwietnia 1981 w Céret. Został pochowany w Paryżu na cmentarzu Montparnasse w kwaterze 26.